# Шехеразада (сюита)
«Шехераза́да» — симфоническая сюита Н. А. Римского-Корсакова, написанная в 1888 году.
Римский-Корсаков создал «Шехеразаду» под впечатлением от арабских сказок «Тысяча и одна ночь». Произведение входит в рамки и традиции «Востока» в русской музыке, идущие от «Руслана и Людмилы» М. Глинки. Благодаря восточному колориту, созданному с помощью цитирования восточных мелодий, тем в восточном духе, имитации звучания восточных инструментов и тонов «Шехеразада» по своей форме и стилю — симфоническая сюита, то есть многочастное циклическое музыкальное произведение, написанное для симфонического оркестра. 

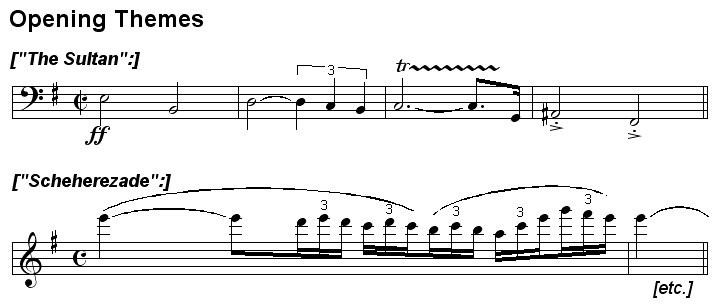
Музыкальная тема Н. А. Римского-Корсакова Султана и Шехеразады

Кроме того, форма «Шехеразады» как сюиты обусловлена тем, что композитор в процессе работы над ней создавал части музыкального произведения, каждая из которых имела собственный программный характер и собственное название. Но в дальнейшем «Шехеразада» как сюита в целом приобретала характер симфонии. В результате Римский-Корсаков пишет единую общую программу симфонической сюиты «Шехеразада», убрав собственные названия частей симфонической сюиты и сделав последние номерными.
Сюита состоит из четырёх частей:
1. Море и Синдбадов корабль — сонатная форма с вступлением и кодой (без разработки).
2. Рассказ царевича Календера — сложная трёхчастная форма с вступлением и кодой.
3. Царевич и царевна — сонатная форма с кодой без вступления и разработки.
4. Праздник в Багдаде — рондо (чередование всех тем из первых трёх частей).

## Балет
Танцовщик и хореограф Михаил Фокин поставил в «Русских сезонах» Сергея Дягилева балет на музыку Римского-Корсакова «Шехерезада» с декорациями и костюмами Леона Бакста. Премьера состоялась на сцене парижской Гранд-Опера 4 июня 1910 года.